# Chris Redfield
Chris Refield je izmišljeni lik iz japanskog horor serijala videoigara Resident Evil. Protagonist je u više igara, počevši s prvom.

## Životopis
Chris je stariji brat Claire Redfield. Još je kao mladić pristupio vojsci, a ubrzo RPD-u (Raccoon City Police Department). Zbog iznimnih sposobnosti prebačen je u elitni S.T.A.R.S.
Čudna ubojstva su se počela događati 1996. godine u okolici grada Raccoona, u gorju Arklay. Dio je Alfa ekipe S.T.A.R.S.-a koja je poslana u potragu za Bravo ekipom (poslanom istražiti ubojstva). Ubrzo je upleten u mrežu ilegalnih aktivnosti - Umbrella Corporation je napravila ilegalni virus koji ljude pretvara u zombije. U Resident Evil 1, Chris zajedno sa svojom partnericom Jill Valentine i ostalim članovima S.T.A.R.S.-a pokušava preživjeti i pobjeći iz kuće u kojoj se radnja igre odvija. Nakon RE 1, bezuspješno pokušavaju uvjeriti javnost o Umbrellinim crnim poslovima, stoga odlazi u Europu (Umbrellino središte). Ubrzo saznaje da mu je sestra nestala (dok ga je tražila, otela ju je Umbrella) i odlazi po nju na otok Rockfort (Resident Evil: Code Veronica) i zatim na Antarktiku. Porazivši negativce (Alexiu Rashford), odlazi srušiti Umbrellu.
Nekoliko godina kasnije, upleten je u mutna događanja vezana za bioterorizam (Resident Evil: Revelations). Traži Jill koja je nestala i pokušava razotkriti korumpiranog šefa organizacije FBC te uništiti teroriste grupe Il Veltro. Nakon toga, odlazi u Afriku spriječiti širenje bioterorizma (Resident Evil 5). Zajedno sa Shevom Alomar, uspijeva spriječiti plan Alberta Weskera da uništi svijet. Nakon toga je poslan prvo u Edoniu spriječiti širenje novog C-virusa, pa u Kinu spasiti likove ključne za borbu protiv terorizma (Resident Evil 6).